# Des dinosaures dans l’espace
Des dinosaures dans l’espace (Dinosaurs on a Spaceship) est le deuxième épisode de la septième saison de la deuxième série de la série télévisée britannique de science-fiction Doctor Who, diffusé sur BBC One le 8 septembre 2012.

## Accroche
Le Seigneur du Temps croise un vaisseau inhabité qui va vers une destruction certaine, et il semble que lui seul puisse sauver le vaisseau et son étonnante cargaison de dinosaures. Il est accompagné par un groupe disparate d'aventuriers qui comprend un chasseur de fauves et une reine Égyptienne — mais ils ignorent qu'il y a quelqu'un d'autre à bord qui ne s'arrêtera à rien pour capturer les précieuses créatures préhistoriques.

## Distribution
- Matt Smith : Onzième Docteur
- Karen Gillan : Amy Pond
- Arthur Darvill : Rory Williams
- Riann Steele : Reine Néfertiti[3]
- Sunetra Sarker : Indira
- Rupert Graves : John Riddell, explorateur de l’époque édouardienne
- Mark Williams : Brian Williams
- David Bradley : Solomon
- Noel Byrne : Robot 1
- Richard Garaghty : Robot 2
- Richard Hope : Bleytal
- Rudi Dharmalingam : Employé de l'ISA
- David Mitchell : Robot 1 (voix)
- Robert Webb : Robot 2 (voix)

### Version française
- Version française - Dubbing Brothers
- Adaptation - Olivier Lips et Rodolph Freytt
- Direction artistique - David Macaluso
- Mixage - Marc Lacroix

Avec les voix de
- Marc Weiss - Le Docteur
- Michel Hinderyckx - Brian Williams
- Xavier Elsen - Rory Williams
- Audrey d'Hulstère - Amy Pond
- Jean-Michel Vovk - Riddell
- Melissa Windal - Reine Néfertiti
- Benoit Van Dorslaer - Solomon
- Alexandre von Sivers - Bleytal

## Résumé
Alors qu'il se trouve en 1334 av. J.-C. avec la reine Néfertiti, le Docteur reçoit un appel de l'agence spatiale indienne (ISA - Indian Space Agency) depuis l’année 2367 au sujet d'un gigantesque vaisseau spatial qui va s’écraser sur Terre dans les six heures. L'ISA prévoit de le détruire avec des missiles à moins que le Docteur ne parvienne à l’arrêter le premier. Emmenant Nefertiti avec lui, il va chercher le chasseur de fauves John Riddell dans les plaines africaines en 1902 et ses compagnons Amy et Rory dix mois après qu'il les a quittés dans "L’Asile des Daleks", embarquant également par inadvertance dans le TARDIS le père de Rory, Brian Williams. Ils se matérialisent dans le vaisseau en perdition et découvrent qu'il abrite des dinosaures en liberté, lorsque des Ankylosaures sortent d'un ascenseur. Le Docteur utilise l'ordinateur du vaisseau pour localiser la propulsion, transportant accidentellement Rory, Brian et lui-même dans la salle des machines, qui a l'apparence d'une plage. Le vaisseau utilise l’énergie des vagues pour générer une énergie illimitée, d'où la plage et la mer. Cette salle des machines est aussi utilisée comme habitat par les ptérodactyles.
Pendant ce temps, Amy, Néfertiti et John découvrent que le vaisseau est une arche Silurienne destinée à transporter les Siluriens vers une nouvelle planète de même que la flore et la faune de leur époque. Elle a quitté la Terre il y a des millions d’années pour échapper à la météorite qui a exterminé les Dinosaures. Mais cependant le vaisseau ne comporte aucune vie Silurienne à bord. Après avoir échappé au groupe de ptérodactyles, le Docteur, Rory et Brian sont escortés par deux robots extrêmement maladroits vers le seul humain à bord, un homme brutal appelé Solomon qui s'est emparé du vaisseau et a tué les Siluriens afin de voler les dinosaures. Solomon pense que tout et chacun a un prix bien qu'il soit surpris de voir que le Docteur ne figure pas dans ses bases de données. Après avoir fait tuer tous les Siluriens par ses robots, Solomon n'est pas parvenu à prendre le contrôle du vaisseau et l'ordinateur s'est réorienté par défaut vers son point d'origine - la cause de son retour vers la Terre. Découvrant l’identité de la reine Néfertiti et sa valeur, il décide de la kidnapper et de partir avec son propre vaisseau. Solomon montre jusqu'à quel point il est capable d'aller pour réaliser ses objectifs en faisant tuer un tricératops par ses robots et menace de faire la même chose avec les compagnons du Docteur à moins que Néfertiti ne lui soit amenée. Bien que le Docteur refuse, Néfertiti accepte d'aller avec lui pour sauver les autres, en dépit des évidentes intentions sadiques de cet homme à son endroit.
Tandis qu'Amy et Riddell repoussent des dinosaures hostiles avec des tirs de tranquillisants, le Docteur neutralise les robots de Solomon et sauve Néfertiti avant de détourner les missiles de l'ISA vers le vaisseau de Solomon plutôt que vers l'arche ; il est détruit, et Solomon avec lui. Pendant ce temps, Rory et Brian pilotent l'arche loin de la Terre, car le vaisseau ne peut être piloté que par deux personnes de même lignée de telle sorte que Rory et Brian peuvent utiliser les contrôles.
Le Docteur ramène les Ponds chez eux après avoir permis à Brian de voir la Terre depuis l'orbite. Néfertiti qui s'est affrontée avec Riddell choisit de rester avec lui plutôt que de rentrer à sa propre époque, Amy et Rory reçoivent une série de cartes postales de Brian du monde entier et une de la planète Siluria où habitent les dinosaures à présent, alors que le père de Rory détestait voyager auparavant.

## Continuité
- Le Docteur avait déjà croisé des dinosaures dans l'épisode de 1974 Invasion of the Dinosaurs.
- Les Siluriens, anciens occupants de la Terre avant les Humains, ont été introduits dans la nouvelle série par le double épisode La Révolte des intra-terrestres.

## Production

### Scénarisation
L'idée part d'une réplique du showrunner de la série, Steven Moffat qui expliquait dans une comic-con qu'une "clé du succès c'est simplement de mettre des Dinosaures dans un vaisseau spatial." De plus, les sociétés de production des effets spéciaux de Doctor Who, The Mill et Millenium FX estimaient que recréer des dinosaures pourrait être un challenge intéressant. Enfin, après la noirceur de l'épisode « L’Asile des Daleks » "Des dinosaures dans l’espace" s'annonçait comme un épisode bien plus amusant. Moffat proposa le titre de cet épisode ainsi que l'idée de départ d'un vaisseau Silurien "se dirigeant vers la Terre et provoquant la panique" au scénariste Chris Chibnall, ancien showrunner de la série dérivée de Doctor Who Torchwood et auteur des épisodes "Brûle avec moi" (2007) et le double épisode La Révolte des intra-terrestres (2010) dans laquelle les Siluriens apparaissaient pour la première fois dans la nouvelle série,. Cet épisode fut envisagé comme un moyen d'en connaître un peu plus sur eux, même dans une histoire qui ne parlerait pas tout à fait d'eux.
Chibnall estimant que Doctor Who était une série idéale pour montrer des personnages décalés, il se dit qu'il serait intéressant de montrer un groupe disparate de compagnons tirés de différents lieux de l'espace et du temps. Sachant qu'Amy et Rory allaient repartir quatre épisodes plus tard, il trouva intéressant d'introduire le père de Rory, étant donné que la famille de celui-ci n'avait jamais été vue auparavant.

### Casting
- L'acteur Mark Williams qui joue le rôle de Brian Williams, le père de Rory, avait déjà joué auparavant dans une histoire radiophonique du 5e Docteur « The Eternal Summer »[11]
- Rupert Graves qui joue le rôle de Riddell, le chasseur de lion, joue aussi le rôle de l'inspecteur Lestrade dans l'autre série de Steven Moffat pour la BBC, Sherlock[12].
- Le personnage de Solomon, joué par David Bradley a été écrit en pensant à Peter Stringfellow (en), un homme d'affaires et gérant de boîte de nuit célèbre, ayant lui aussi de longs cheveux blancs[13], que Chris Chibnall décrit comme un personnage à mi-chemin entre le « businessman et le pirate somalien »[7]. Celui-ci avait déjà joué avec Mark Williams dans les films de la franchise Harry Potter[14].
- Les voix des robots de Solomons sont joués en anglais par un duo comique assez connu en Angleterre, « Mitchell & Webb (en) », composé de David Mitchell et Robert Webb[15].
- L'acteur jouant le Silurien Bleytal, Richard Hope (en) est aussi apparu dans le rôle de Malohkeh dans les épisodes La Révolte des intra-terrestres et Le Mariage de River Song[14].

### Réalisation
« Des dinosaures dans l’espace » et l'épisode suivant, « La Ville de la miséricorde » furent les deux premiers produits pour la 7e saison et sont les premières réalisations de Saul Metzstein pour "Doctor Who". Cet épisode contient les machineries les plus grosses jamais construite pour la série.
La scène se déroulant dans une salle des machines prenant l'apparence d'une plage géante a été tournée fin février 2012 sur une plage de Southerndown dans la région du Vale of Glamorgan,,. Cette plage a déjà été utilisée afin de figurer la "Baie du Méchant Loup" dans les épisodes « Adieu Rose » et « La Fin du Voyage » et pour figurer la planète d'Alfava Metraxis dans le double épisode Le Labyrinthe des Anges.
Lors de la planification de l'épisode, l'équipe de production gardait toujours en tête les limites du budgets lors de la confection des machines et des effets spéciaux, Chibnall dit qu'il "sera vraiment facile de dépenser 300.000 £ là dedans, mais on ne les a pas." De même, les dinosaures ne pouvaient pas être présent durant la majorité de l'épisode et il fallait raconter une "autre histoire". La scène dans laquelle Amy, Riddell et Nefertiti passent près d'un Tyrannosaurus rex devait contenir des raptors en images de synthèse (d'ailleurs, le modèle qui a été utilisé pour les Raptors de cet épisode sont les mêmes que ceux utilisés pour la série "Primeval", mais avec les mains en pronation), mais ceux-ci, trop couteux, obligèrent un sévère découpage de la scène. Millennium FX réutilisa un bébé T-Rex qu'ils avaient créés auparavant pour une exposition. L'épisode contient d'ailleurs un grand choix de leurs dinosaures favoris, certains étant reconstruit pour de vrais, d'autres étant générés par ordinateur. Afin de pouvoir monter sur le tricératops, Matt Smith a dû porter des pantalons rembourrés qui furent pour lui "quelques heures à la fois douloureuses et drôles mais qui valaient définitivement le coup." Lors des scènes où Matt Smith, Arthur Darvill et Brian Williams chevauchent le tricératops, seul la moitié de l'animal était construite et alors poussée par des assistants. L'autre partie fut recréée par images de synthèse par la société The Mill.
Les deux robots étaient d'une taille qui aurait dû les obliger à recourir à des images de synthèse, mais la production utilisa plutôt des versions modifiées des robots utilisées pour l'émission pour enfant Mission: 2110. Dans les 5 premiers épisodes de la saison 7, la texture du logo de "Doctor Who" dans le générique change, dans le générique de celui-ci, elle reproduit la peau des dinosaures.
Un extrait de cet épisode fut diffusé en avant première lors du San Diego Comic-Con International de 2012.

## Diffusion et réception
Des dinosaures dans l’espace fut diffusé pour la première fois le 8 septembre 2012 en Angleterre sur BBC One et aux USA sur BBC America. L'épisode fut regardé par 7,57 millions de téléspectateurs au Royaume-Uni. L'épisode reçut aussi 1,8 million de requêtes durant le mois de septembre pour sa diffusion en ligne sur le service de vidéo en ligne de la BBC, le plaçant en second après « L’Asile des Daleks ». L'épisode reçu un "index d'appréciation" de 87, ce qui correspond à la mention "excellent",. Sur la chaine "Space" qui le diffuse au Canada, l'épisode fut regardé par environ 575000 spectateurs, ce qui en fait le programme le plus vu de la chaine durant le mois de septembre.

### Réception critique
Dans l'ensemble, l'épisode reçut une appréciation positive de la critique. Dan Martin du journal The Guardian, Charlie Anders du site io9 et Dave Golder du magazine FX ont un avis assez enthousiaste, louant un épisode « qui reste l'un des plus amusant qu'on ait vu ces dernières années » partant d'une idée "construite autour du titre" et des dinosaures dont les effets sont géniaux. Golder, ainsi que Patrick Mulkern du "Radio Times" trouvent intéressant le fait d'avoir une arche construite par les Siluriens plutôt que par les humains estimant que cela "enrichit la continuité" de la série.
Si l'ensemble des critiques trouvent intéressante l'idée d'un "gang" autour du Docteur, seul Matt Risley du magazine IGN estime qu'ils ne servent pas à grand-chose sauf à insérer une intrigue de voyage dans le temps" tandis que Neela Debnath du journal The Independent a grandement apprécié l'idée : « plus il y a de compagnons, plus la série est variée car chacun a ses propres points faibles et histoires. ». Dave Golder a des réticences avec le personnage de Néfertiti qu'il trouve principalement vide, tandis que Matt Risley ne semble pas convaincu par les deux robots "semblables à des Marvin le Paranoïaque." Les critiques, comme Morgan Jeffry du site Digital Spy, apprécient grandement le personnage de Brian Williams ainsi que sa façon de mettre en valeur les personnages de Rory et Amy.
Celui-ci est d'ailleurs assez dubitatif sur l'épisode et lui donne 3 étoiles sur 5, trouvant Néfertiti et John Ridell assez "unidimensionnels", critiquant les robots et trouvant que tuer le personnage de Solomon à la fin de l'épisode est "aller trop loin." Un avis qu'il partage avec Gavin Fuller du The Daily Telegraph qui donnera 2 étoiles sur 5 à cet épisode, qu'il trouve "vraiment bordélique", estimant que les personnages du "gang" créent "un mélange étrange entre l'humour et la noirceur" et trouvant l'histoire de Solomon "discordante". Il trouve aussi que les dinosaures "permettent seulement de justifier le titre".